# 2014年温州有线电视遭黑客攻击事件
2014年温州有线电视遭黑客攻击事件发生在2014年8月1日，正值中华人民共和国的建军节。此日晚间，不明身份的网络黑客入侵浙江省温州市有线电视系統。。至8月28日，溫州市公安局宣布已在北京拘捕一位涉事者工程師。2015年7月15日，温州市中级人民法院作出终审判决，王一波因破坏计算机系统等罪名，被判处有期徒刑12年。

## 黑客攻击
2014年8月1日晚，温州有线电视的机顶盒遭到黑客控制。电视显示“机顶盒无法接收信号”，但画面播放出了多个反共、内容敏感和与中国政府异议的标语，如“释放王炳章”、“共匪才是罪犯”、“大片土地给俄，反打起钓鱼岛、香港、台湾主意”、“去你妈三个自信”、“不要和土共魔鬼合作”以及“我们的天赋人权自由被剥夺，我们的家园一直被敌人占领”等字句；还有诸多敏感相片，包括六四事件中的坦克人、西藏自焚僧人、维权人士被自杀，以及王炳章、朱虞夫、刘晓波、郭飞雄等人的肖像，要求立刻释放被关押的维权人士。其间黑客呼吁称，“请长时间保留此文，不要配合土共伪政权删除”。画面中出现的内容也称赞了法轮功，称“政府无资格宣布任何团体为邪教”。
黑客攻击持续了几十分钟后，节目被中断。依据网友在网络上分发的截图显示的电视画面落款，袭击者自称“反共黑客”，代号“NDS”。温州市人民政府将此事上报到了浙江省人民政府，随后因搶修关闭了所有电视信号，全市長達5小時无法接收电视。而大量民众则在网络上抱怨“没电视看”。

## 各界反应

### 中国大陆

#### 官方
中广有线信息网络有线公司温州分公司发布微博称“温州市区部分区域有线电视出现收视异常”，技术人员在紧急抢修。8分钟后，公司又发微博、重复了先前的说法，表示希望用户理解、无法观看电视并不是个别原因。
当晚，温州市城管执法局、瓯海区政府发放紧急通知，称电视画面遭到“非法分子”入侵、发布“不良信息”，表示“请大家明辨是非，请勿参与发布或转发相关图文，以免造成不良信息的二次传播。”
事件发生第二天晚5点半，中广有线温州分公司再度发表微博：“有线电视昨日受机顶盒入侵，目前病毒已经被消除，请拔机顶盒电源插头重启，一般两次就可以”。

#### 媒体与民间
媒体报道指出该中广有线上市母公司华数传媒的业务有可能因此事受到“较大影响”。而其负责人称：此次事件与华数“没有直接关系”，且上市公司不负责运营温州有线电视，故并不了解具体情况。温州地区的所有有线、互动电视业务也均在正常运作当中。
中国大陆媒体也有报道称“电视被黑持续数十分钟，之后节目中断”、“温州部分地区数字电视画面被非法分子入侵”，相关新闻被包括凤凰网、网易、新浪网在内的媒体大量转发，不过随后图文均遭到删除，仅有搜狐网的IT专栏留下了两行短讯。与此同时，关键词“温州”在自由微博上的热度已攀登至首位。

### 境外媒體
中国大陆外的媒体报道称中共中央表示震惊，认定此事为“重大政治事件”、下令对此进行调查，要求“追究相关人员责任”、“把握正确宣传导向”，且地方政府不得擅自发布消息。

### 駭客回應
位于中国大陆之外的“反共黑客网”当日向“友军”道贺，称后者攻克了温州中广有线电视频道，还发出了机顶盒被入侵后播放标语的相关画面。

### 技术分析
有广电方面的专家称，温州有线电视机顶盒被入侵的原因在于，中国大陆许多机顶盒厂商之产品采用了欧洲的“CA”标准，与大陆自有的标准相比、安全性更低，也给黑客带来了“可乘之机”。在本次入侵事件当中，黑客改写了有线电视“电子节目指南”（Electronic Program Guide，简称）的广告系统，通过写入缓存的方式传送了敏感内容。即使控制人员关闭“播发服务器”，仍无法立刻停止转播过程。

## 侦破与后续进展
8月28日下午，溫州市公安局在官方網站公布稱其在16日于北京首都国际机场拘捕了涉案嫌疑人王一波（男性，40歲，北京某公司工程師）。經審訊，王某供認自己為洩私憤而實施破壞電腦信息系統的犯罪事實，及後他被警方刑事拘留。
2015年4月3日，浙江省温州市鹿城区人民法院一审判處王一波有期徒刑十二年、剥夺政治权利二年，并处罚金人民币十萬元。2015年7月15日，温州市中级人民法院作出终审判决，王一波因破坏计算机系统等罪名，被判处有期徒刑12年，剥夺政治权利2年。

## 相关事件
- 2002年，中国大陆就曾经发生过类似的电视信号被干扰事件，其间中国中央电视台和一些省级电视台均被数度插播反共画面。官方之后向公众透露，事件是由于转播电视节目的鑫诺卫星遭到“邪教”攻击。[2]